# سیمن هاگستاد کروگر
سیمن هاگستاد کروگر (انگلیسی: Simen Hegstad Krüger؛ زادهٔ ۱۳ مارس ۱۹۹۳) اسکی‌باز صحرانوردی اهل نروژ است.